# Nataša Šešum
Nataša Šešum (* in Serbien) ist eine serbische Mathematikerin und Hochschullehrerin an der Rutgers University. Sie befasst sich mit Differentialgeometrie und geometrischer Analysis, insbesondere geometrischen Flüssen wie dem Ricci-Fluss und deren Singularitäten.
Šešum studierte an der Universität Belgrad und wurde 2004 am Massachusetts Institute of Technology bei Gang Tian promoviert (Limiting Behavior of Ricci Flows). Danach war sie Gastwissenschaftlerin am MSRI, war an der New York University, der Columbia University und der University of Pennsylvania. Seit 2010 ist sie Professorin an der Rutgers University.
In Arbeiten mit Richard S. Hamilton und Panagiota Daskalopoulos (mit der sie häufig zusammenarbeitet) entwickelte sie ab 2010 die Theorie sog. „ancient solutions“, die von Bedeutung bei der Untersuchung von Singularitäten geometrischer Flüsse sind (und auch in der Theorie der Renormierungsgruppe in der theoretischen Physik). Ein Singularitätenmodell dieser Flüsse (die in einer Raum-Zeit stattfinden und Evolutionsgleichungen gehorchen) heißt ancient solution falls sie von einer Zeit {\displaystyle -\infty } bis zu einer endlichen Zeit {\displaystyle T} existieren. 2019 und 2020 gelang ihr mit Daskalopoulos und Sigurd Angenent die vollständige Klassifizierung der kompakten ancient solutions für Flüsse mittlerer Krümmung (mean curvature flow, der Fluss der Flächen senkrecht zur Oberfläche ist durch die mittlere Krümmung bestimmt) von Hyperflächen in Riemannschen Mannigfaltigkeiten, die gleichmäßig 2-konvex sind. Die Bedingung ist wichtig für die Konstruktion von allgemeinen Lösungen des Flusses mit Hilfe von topologischer Chirurgie. Gleichzeitig entwickelten sie Techniken, die asymptotischen Wachstumsraten des Flusses rückwärts in der Zeit abzuschätzen, was den Beweis von Rotationssymmetrie von  Lösungen ermöglichte. Mit diesen Techniken konnten sie auch 2021 (veröffentlicht 2022) mit Angenent und Simon Brendle eine vollständige asymptotische Beschreibung der kompakten nicht-kollabierten ancient solutions von dreidimensionalen Ricci-Flüssen geben, die keine Solitonen sind. Deren Existenz hatte zwanzig Jahre zuvor Grigori Perelman bewiesen (er bewies das im Rahmen seines Beweises der Poincaré-Vermutung). Allgemeiner klassifizierten sie alle rotationssymmetrischen, nicht-kollabierten kompakten nicht-flachen ancient solutons von dreidimensionalen Ricciflüssen. Außerdem bewies sie mit Sesum und Brendle 2021 eine lange offene Vermutung, dass die einzigen nicht-flachen, nicht-kollabierten, kompakten ancient solutions des dreidimensionalen Ricciflusses die Lösung von Perelman und schrumpfende Sphären sind.
2014 war sie eingeladene Sprecherin auf dem Internationalen Mathematikerkongress in Seoul (Solitons in geometric evolution equations). Sie ist Fellow der American Mathematical Society (AMS) für 2016 und war 2011 eingeladene Sprecherin auf der Hauptversammlung der AMS. Sie war Simons Fellow.
Für 2023 wurde sie mit Daskalopoulos mit dem Ruth Lyttle Satter Prize in Mathematics ausgezeichnet.

## Schriften
- Curvature tensor under the Ricci flow,  Amer. J. Math., Band 127, 2005, S. 1315–1324
- Convergence of the Ricci flow toward a soliton, Comm. Anal. Geom., Band 14, 2006, S. 283–343.
- mit Panagita Daskalopoulos: Eternal solutions to the Ricci flow on {\displaystyle \mathbb {R} ^{2}}, Int. Math. Res. Not. 2006.
- mit Panagita Daskalopoulos: On the extinction profile of solutions to fast-diiffusion, J. Reine Angew. Math., Band 622, 2008, S. 95–119.
- mit lizhen Ji, Rafe Mazzeo: The Ricci flow on surfaces with cusps, Math. Annalen, Band 345, 2009, S. 819–834
- mit James Isenberg, Rafe Mazzeo: Ricci flow in two dimensions, in: Surveys in geometric analysis and relativity, Adv. Lect. Math. (ALM), 20, Int. Press, Somerville, MA, 2011, S. 259–280
- mit Richard S. Hamilton, Panagita Daskalopoulos: Classification of ancient compact solutions to the Ricci flow on surfaces, J. Diff. Geom., Band 91, 2012, S. 171–214
- mit Panagita Daskalopoulos: The classification of locally conformally flat Yamabe solitons, Adv. Math., Band 240, 2013, S. 346–369.
- mit Sigurd Angenent, Simon Brendle,  Panagita Daskalopoulos: Unique Asymptotics of Compact Ancient Solutions to three-dimensional Ricci flow, J. Differential Geom., Band 111, 2019, S.  381–455, Arxiv 2019
- mit Sigurd Angenent, Panagita Daskalopoulos:  Uniqueness of two-convex closed ancient solutions to the mean curvature flow, Annals of Mathematics, Band 192, 2020, S. 353–436, Arxiv
- mit Simon Brendle, Panagita Daskalopoulos: Uniqueness of compact ancient solutions to three-dimensional Ricci flow, Inventiones Mathematicae, Band 226, 2021, S. 579–651, Arxiv
- mit Sigurd Angenent, Simon Brendle, Panagita Daskalopoulos: Unique Asymptotics of Compact Ancient Solutions to Three-Dimensional Ricci Flow, Communications in Pure and Applied Mathematics, Band 75, 2022, S. 893–1180, Arxiv